# Richard Langlois
 (septembre 2013).
Si vous disposez d'ouvrages ou d'articles de référence ou si vous connaissez des sites web de qualité traitant du thème abordé ici, merci de compléter l'article en donnant les références utiles à sa vérifiabilité et en les liant à la section « Notes et références ».
 (octobre 2018).
- Si vous ne connaissez pas le sujet, laissez ce bandeau (vous pouvez alors contacter les auteurs).
- Si vous supprimez le contenu mis en cause (vous pouvez préalablement contacter les auteurs),

argumentez précisément cette suppression dans la page de discussion
(un manque de référence n'est pas un argument ; une recherche réelle de référence doit avoir été effectuée, être formellement documentée).
Richard Langlois, né le 3 janvier 1942 à Sherbrooke et mort le 19 juillet 2010, est un pionnier de l'enseignement de la bande dessinée au Québec.

## Biographie
Sherbrookois d’origine, Richard Langlois s'intéresse à la BD depuis l'enfance. Ses premières lectures furent des « comic books » américains. Par la suite, Langlois découvre les classiques de la bande dessinée européenne, dont l’œuvre de Hergé. 
L’œuvre d'Hergé l'a marqué dans sa vie personnelle et dans sa vie professionnelle. C’est l’auteur qu’il a le plus étudié, enseigné et sur lequel il a écrit et publié le plus d’articles en profondeur.  
En 2004, il est sollicité pour des conférences et des émissions radiophoniques pour le 75e anniversaire de la création de Tintin et Milou. Depuis 1949, Langlois était abonné au journal Spirou, fondé en 1938, et au journal Tintin, fondé en 1946. Après des études classiques, avec latin et grec, Richard Langlois s’est spécialisé en littérature française en obtenant un Baccalauréat ès Art, puis une Licence ès Lettres et une Maîtrise ès Lettres.  
Après une carrière pédagogique amorcée en 1968 au niveau collégial au Cégep de Sherbrooke, il a créé et instauré le premier cours de bande dessinée au Canada en 1970. Le corpus du cours portait sur la BD américaine et européenne, avec une attention particulière à Hergé et son œuvre. 
Les premiers cours sur le 9e art a permis à Richard Langlois de rencontrer des bédéistes œuvrant au Québec, en Europe et aux États-Unis. Pendant quelques années, Richard Langlois est consultant pour les principaux distributeurs québécois des maisons d’édition Casterman, Dargaud, Lombard, Dupuis et Glénat. Par l'intermédiaire de Monique Michaud, la représentante de la maison Dargaud au Québec, en 1975, il a pu accueillir et rencontrer des auteurs qui effectuaient leur premier voyage en Amérique, par exemple Albert Uderzo, René Goscinny, Marcel Gotlib, Jean Giraud, Jean-Claude Mézières, Claire Bretécher, Jean-Michel Charlier, André Franquin, Morris et Peyo.

## Expositions
C’est à l’Université de Sherbrooke que Richard organise la première exposition de BD au Canada en 1971[réf. nécessaire]. Il organise d'autres expositions par la suite, notamment celle consacrée aux œuvres originales d’Edgar P. Jacobs à la bibliothèque Éva-Sénécal de Sherbrooke (1992-1993) et celle portant sur la BD québécoise au Musée des beaux-arts de Sherbrooke du 16 mai au 4 octobre 1998. 
Du côté européen, il a participé à des expositions à Albi et à Toulouse à l'été 1982 sur la bande dessinée québécoise réalisées en compagnie de Denis Privat.